# ビート・ジェネレーション
| アメリカ合衆国の世代 *=諸説あり ?=世代の期間が定まっていない ^=シュトラウス=ハウ世代理論         | アメリカ合衆国の世代 *=諸説あり ?=世代の期間が定まっていない ^=シュトラウス=ハウ世代理論 |
| ------------------------------------------------------------------------------------------------ | ---------------------------------------------------------------------------------------- |
|                                                                                                  |                                                                                          |
| ○○世代                                                                                           | 期間                                                                                     |
| ^清教徒世代                                                                                      | 1588 - 1617                                                                              |
| 清教徒の目覚め                                                                                   | 1621 - 1649                                                                              |
| ^騎士道世代 ^栄光の世代 ^啓蒙世代 ^覚醒世代                                                      | 1618 - 1648 1648 - 1673 1674 - 1700 1701 - 1723                                          |
| 第一次大覚醒                                                                                     | 1727 - 1746                                                                              |
| ^自由世代 ^共和世代 ^妥協世代                                                                    | 1724 - 1741 1742 - 1766 1767 - 1791                                                      |
| 第二次大覚醒                                                                                     | 1790 - 1844                                                                              |
| 超自然世代 ^超越世代 ^メッキ世代 ^進歩世代                                                       | 1789 - 1819 1792 - 1821 1822 - 1842 1843 - 1859                                          |
| 第三次大覚醒                                                                                     | 1886 - 1908                                                                              |
| ^布教世代 失われた世代 戦間期世代 最も偉大な世代 ^G.I.世代                                       | 1860 - 1882 *1883 - 1900 1901 - 1913 *1901 - 1927 1901 - 1927                            |
| ジャズ・エイジ                                                                                   | 1918 - 1929                                                                              |
| ビート・ジェネレーション 沈黙の世代 ベビーブーマー ジョーンズ世代                                | 1914 - 1929 *1928 - 1945 *1946 - 1964 1954 - 1965                                        |
| 意識革命                                                                                         | 1964 - 1984                                                                              |
| X世代 ^13世代 MTV世代 ブーメラン世代                                                             | *1965 - 1980 1961 - 1981 1974 - 1985 1977 - 1986                                         |
| 文化戦争                                                                                         | 1980s - present                                                                          |
| デジタルネイティブ ミレニアルズ（Y世代） Z世代 ^ニュー・サイレント・ジェネレーション α世代 β世代 | *1976 - present *1980 - 1995 *1996 - 2010 ? *1990 - 2009 ? *2013 - 2028 ? *2025 - 2039 ? |

ビート・ジェネレーション（英: Beat Generation）は、第二次世界大戦後のアメリカ合衆国の文学界で異彩を放ったグループ、あるいはその活動の総称。1940年代終盤から1960年代半ばにかけて、この文学運動の思想や行動様式に影響を受けたライフスタイルを実践する者はビートニク（Beatnik）と呼ばれた。主な著作は1950年代に発表され、特に1955年から1964年頃にかけて、文化・政治に対して大きな影響力を及ぼした。生年でいうと、概ね1915年から1929年までの、第一次世界大戦から狂騒の20年代までに生まれた世代に相当する。
最盛期にはジャック・ケルアックやアレン・ギンズバーグそしてウィリアム・バロウズ（彼らは1944年にニューヨークのコロンビア大学で出会い、1950年代半ばにサンフランシスコへ移住し、サンフランシスコ・ルネッサンスに合流した）を初めとするビート・ジェネレーションの作家たちは多くの若者達、特にヒッピーから熱狂的な支持を受け、やがて世界中で広く知られるようになった。彼らは、ボヘミアン快楽主義、非同調主義（個人主義）、自発的創造性を追求・開拓した。そしてまたポエトリー・リーディングの活動も有名である。
この運動の中心地は、ニューヨーク（知識人の集うコロンビア大学、アングラの中心地帯であったタイムズスクエア、アメリカのボヘミアと呼ばれたグリニッジ・ヴィレッジ）、サンフランシスコおよび他の西海岸北部の都市であった。

## 歴史

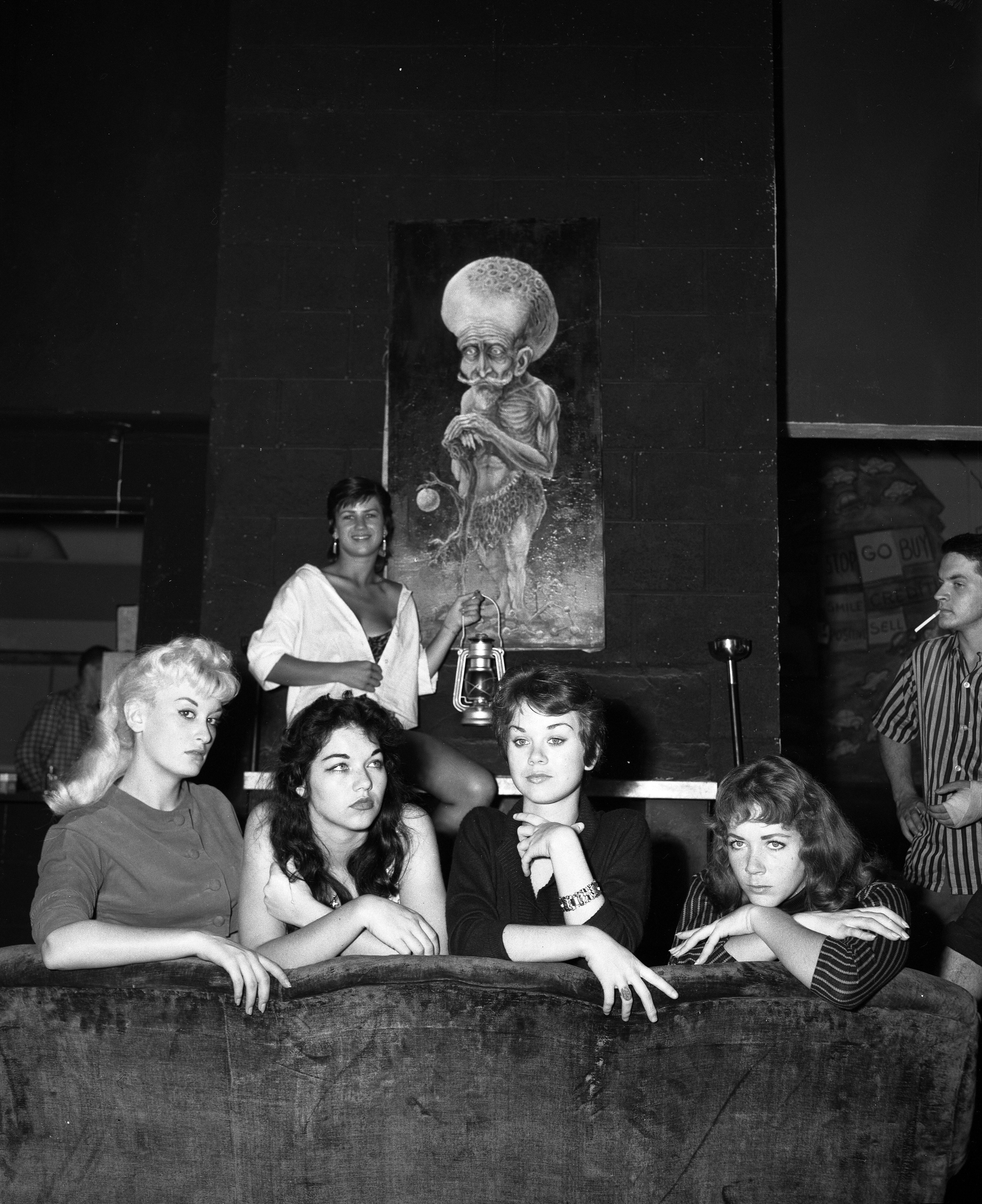
1959年のカリフォルニア州ヴェニスのビートニクたち。左からMichi Monteef, Sammy McCord, Patti McCrory, Shaunna Lea and, in rear, Jan Vandaveer。"

ビート・カルチャーの主な思想は、標準的な物語の価値の拒否、スピリチュアル世界の探究、西洋と東洋の宗教の融合、経済的物質主義の拒否、人間の条件（人間という存在の根本条件、誕生・成長・死・感情・希求・葛藤など）の明示的な描写、サイケデリック・ドラッグを使用した精神実験、性の解放と探究、などである。これらの要素は、1960年代に、より大きなカウンターカルチャー運動であるヒッピー文化に取り込まれていった。
また、以降のロックやポップミュージシャンにも広く影響を及ぼした（ビートルズ、ボブ・ディラン、ドアーズなど）。後の文学界ではケン・キージー、トマス・ピンチョン、トム・ロビンスなど、サイバーパンクやスラム詩、ポスト・ビート詩人たちに影響を与えた。
ビート・ジェネレーションの作家を特徴付ける要素は以下のようなものがある。
性の解放と自由恋愛
当時のアメリカやキリスト教の伝統的のような厳格な性の規範に反幕し、男女とも自由恋愛を標榜した。また、ゲイやバイセクシャルにもオープンであった。
ドラッグの使用
新たな精神状態の開拓と創造性の向上という知的な目的のため、マリファナ、アンフェタミン、モルヒネ、メスカリン、アヤワスカ、そしてLSDなど様々なドラッグやアルコールを使用した。ドラッグの合法化も主張した。
ロマン主義
パーシー・ビッシュ・シェリー、ウィリアム・ブレイク、ジョン・キーツなどのロマン派詩人から影響を受けていた。
シュルレアリスム
アントナン・アルトー、アンドレ・ブルトン、ギヨーム・アポリネール、アルチュール・ランボー、シャルル・ボードレールなどのシュルレアリスム詩人から影響を受けていた。夢幻的なイメージや解離したイメージのランダムな並置などのスタイルが見られる。
モダニズム
ガートルード・スタイン、マルセル・プルースト、アーネスト・ヘミングウェイ、シャルル・ボードレールなどのモダニズム作家から影響を受けていた。
アメリカの古典
ヘンリー・デイヴィッド・ソロー、ラルフ・ワルド・エマーソン、ハーマン・メルヴィル、ウォルト・ホイットマン、エドガー・アラン・ポー、エミリー・ディキンソン、ジャック・ブラックから影響を受けていた。
ジャズ
文学スタイルはジャズの即興性やインスピレーションから影響を受けていた。
反戦
第二次世界大戦の経験から、軍隊や産業・政治システムの歯車になることへの反対が強調されている作品も多い。
東洋の宗教・哲学
仏教の無常の概念とアメリカの自由主義を融合させる試みを行った。
ビート・ジェネレーションという語は、1948年前後に「ニューヨークのアンダーグラウンド社会で生きる非遵法者の若者たち」を総称する語として生まれた。1952年にニューヨーク・タイムズ誌に掲載された、小説家のジョン・クレロン・ホルムズ のエッセイ『これがビート・ジェネレーションだ』（This is the Beat Generation）と、彼の小説『ゴー』（Go）が、この語が一般のメディアに出た最初で、この言葉を思いついたのはジャック・ケルアックだといわれる 。
ジャック・ケルアックは、ビーティフィック・ソウルや、幸せをあなたに（beatific）と言った考え方を提唱した。一方でケルアック自身は保守的なカトリックの家庭出身であり、ヒッピーが大嫌いで反共産主義、反ユダヤであり、ベトナム戦争にも賛成の立場だった。
ビートニク
ビート・ジェネレーションと、1957年に打ち上げられアメリカ社会に衝撃を与えた、人工衛星スプートニク1号の名を合わせて、ビートニク (Beatnik) という呼称がサンフランシスコ・クロニクル1958年4月2日版にてHerb Caenによって造語された。これは、ビート・ジェネレーションのメンバーのことを指すが、ビート・ジェネレーション文学運動が開拓した当時の社会通俗に反抗する思想や行動様式が徐々に大衆文化に浸透してゆき、ライフスタイルやファッション化した側面がある。ビートニクのステレオタイプは、規範的な服装や行動を嫌い、反体制的・反商業主義的な議論を好み、ドラッグや性に開放的で、ボンゴを打ち鳴らしダンスするといったものである。このライフスタイルがさらに大衆化したものがヒッピーである。
- 1914年 - ウィリアム・バロウズ生誕。
- 1922年 - ジャック・ケルアック生誕。
- 1926年 - アレン・ギンズバーグ生誕。
- 1944年 - デヴィッド・カーメラー死亡事件の被疑者ルシアン・カーの共通の知人であったギンズバーグ、バロウズ、ケルアックがニューヨークで出会う。バロウズとケルアックはこの事件を題材に『そしてカバたちはタンクで茹で死に（英語版）』を共著し、1945年に完成するが未発刊。この作品はバロウズの死後にアンソロジーの一編として発刊された。ケルアックはこの事件の重要証人として拘留中にエディー・パーカーと結婚。バロウズもまたジョーン・ボルマーと同棲を始め、そこにケルアック夫妻が転がり込んできて、アパートの一室での奇妙な共同生活が始まるが、それはすぐに崩壊する。ケルアックは数ヶ月でエディー・パーカーとの結婚生活が破綻し、バロウズもまたハーバート・ハンケの影響でモルヒネ常習者になった。ケルアックはギンズバーグの家に転がり込んだ。
- 1945年 - ギンズバーグが既に放校処分になっていたケルアックを部屋にかくまった件と寄宿舎の窓に過激な言葉を書き付けた件で、コロンビア大学を放校処分になる（のちに復学）。
- 1946年 - バロウズがボルマーと彼女の娘とともに、テキサス州のニューウェーベリーに転居する。ニール・キャサディ、ケルアックと出会う。ケルアック、『町と街（The Town & The City）』を書く。ケルアックの父が死去。
- 1947年 - ギンズバーグ、ケルアック、キャサディ、コロラド州のデンバーでともに一夏を過ごす。キャサディ、キャロライン・ロビンソンと出会う。ギンズバーグとキャサディがギンズバーグ家を訪問。バロウズ、二ヶ月ニューヨーク、ダカール（セネガル）を旅行。ケルアック、サンフランシスコを小旅行。バロウズとボルマーの間に第一子が誕生。
- 1948年 - バロウズがケンタッキー州レキシントンのアメリカ合衆国麻薬患者更生センターに一時的に入所する。ジョン・クレロン・ホルムズ、ケルアック、ギンズバーグに出会う。ギンズバーグ、コロンビア大を卒業。臨時の仕事としてウィリアム・ブレイクのヴィジョンに関する書籍の研究に着手する。ケルアック、キャサディと旅行。
- 1949年 - ケルアック、キャサディ、ルゥアン・キャサディ、アル・ヒンクルがルイジアナ州にバロウズを訪ねる。バロウズ、麻薬と拳銃の不法所持で逮捕され、メキシコシティに移送。のちに定住し、メキシコシティ大学で学び始める。ギンズバーグ、ハンケによって盗品が部屋に蓄えられていたこと／それを隠蔽しようとしたことで逮捕され、ニューヨーク州立精神病院に8ヶ月入院させられる。ここでカール・ソロモンに出会う。出所後、ニュージャージー州で父親と同居し、そこでウィリアム・カーロス・ウィリアムズと出会う。
- 1950年 - バロウズ、『ジャンキー』（Junkie）に着手。原稿をたびたびギンズバーグに送る。ケルアック、『町と街』（The Town & The City）が出版され、作家デビュー。ジョーン・ハーバティと結婚するが半年で破局。デンヴァーで傷心旅行ののち、キャサディとともにメキシコ・シティにバロウズを訪ねる。キャサディ、ケルアックとバロウズの影響を受け、『ジョーン・アンダーソンへの手紙』（Joan Anderson Letter）を書く。完成するが未発刊。
- 1951年 - ギンズバーグ、ケルアック、ニューヨークでグレゴリー・コーソに出会う。ケルアック、『路上』（On The Road）を書く。バロウズ、過失による発砲でボルマーを殺害。ケルアック、仏教に興味を持ち始める。
- 1952年 - ケルアック、『コーディの幻想』（Visions Of Cody）を完成し、キャサディ、ロビンソンとサンフランシスコで共同生活を始める。ジャン・ケルアック生誕。メキシコ・シティにバロウズを訪ね、ともに一夏を過ごし、ケルアックは『ドクター・サックス』（Dr.SAX）、バロウズは『おかま』（Queer）を書く。バロウズはメキシコ政府から「危険外国人滞留者」と通告を受け、メキシコを離れ、放浪の旅に出る。
- 1953年 - バロウズ、中央アメリカ・南アメリカを旅行。旅先でギンズバーグと往復書簡を交わす。『ジャンキー』（Junkie）が出版され、作家デビュー。作家の肩書きを得て初めての作品『ルーズベルト就任顛末記』[20]（Roosevelt After Inaugration）を書く。ケルアック、ニューヨークで『マギー・キャシティ』（Maggie Cassidy）、『地下街の人びと』（The Subterraneans）を書く。ギンズバーグ、ケルアック、バロウズ、短期間ニューヨークで共同生活。ギンズバーグとバロウズ、アイリーン・リーとアラン・アンセンの協力を得て、旅行の際の往復書簡『麻薬書簡』（The Yage Letters）を編纂する。バロウズ、モロッコのタンジールに移住。麻薬中毒患者の記録『裸のランチ』（Naked Lunch）を書き始める。ゲイリー・スナイダーがカリフォルニア大学バークレー校に入学する。
- 1969年 - ジャック・ケルアック死去。
- 1997年 - アレン・ギンズバーグ、ウィリアム・バロウズ死去。
- 2001年 - グレゴリー・コーソ死去。

## 代表的な作品
- アレン・ギンズバーグ 『吠える（英語版）』
- ウィリアム・バロウズ 『裸のランチ』
- ジャック・ケルアック 『路上』（『オン・ザ・ロード』）、『禅ヒッピー（英語版）』
- ゲーリー・スナイダー - "Fresh Planet"というコンセプトでエコロジカルな社会意識を高めた

## ビート・ カルチャー
ビートニクたちのカルチャー。
詳細は「en:Beatnik#Beat culture」を参照

## ビートニクス・ アート
ビートニクたちのアート。
詳細は「en:Beatnik#Beatniks art」を参照

## ビート・ジェネレーションが登場する映画

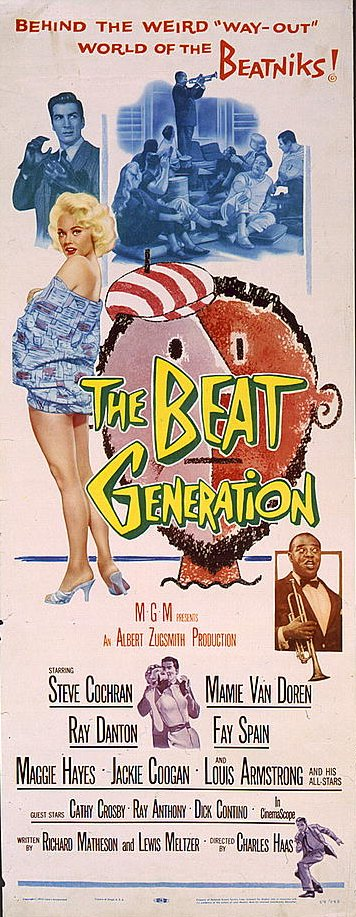
The Beat Generationのポスター (1959)

- en:The Beat Generation
- グリニッチ・ビレッジの青春
- 死にたいほどの夜
- バロウズの妻
- en:Howl (2010 film)
- en:William S. Burroughs: A Man Within
- オン・ザ・ロード (2012年の映画)
- キル・ユア・ダーリン
- 『ビートニク』（原題 The Source）
- 『肉体市場（英語版）』（英題  Flesh Market）- 六本木に蝟集した日本の「ビート族」の男女たちを描いたピンク映画。

## 後世への影響
ベトナム戦争の反戦、公民権運動（性の解放、精神の解放の思想は、女性・黒人・性的マイノリティの解放運動につながった）、そしてヒッピー文化やアメリカン・ニューシネマに大きな影響を与えた。
影響を受けた人物
- ニール・ヤング
- ジョン・レノン
- ボブ・ディラン
- グレイトフル・デッド
- ジャニス・ジョプリン
- ジミ・ヘンドリックス
- ジェファーソン・エアプレイン
- ケン・キージー
- ティモシー・リアリー
- ラルフ・ネーダー

アメリカン・ニューシネマ
- いちご白書
- イージー・ライダー
- 俺たちに明日はない